# Chiesa dei Santi Fidenzio e Terenzio
La chiesa dei Santi Fidenzio e Terenzio è una chiesa di Bassano in Teverina. Essa è dedicata ai due santi patroni della città, e se ne ha notizia per la prima volta nel 1677.
La chiesa, in origine a tre navate, oggi si presenta a navata unica con abside e soffitto a capriate. Sulla parete di destra è posto un affresco riportato su tela, risalente al XVI secolo, di scuola umbro-laziale. L'abside è completamente decorata ad affresco; vi domina la figura della Vergine Maria fra i Santi Patroni (raffigurati vestiti da soldati romani), sovrastata dall'immagine di Dio Padre in gloria fra cherubini e santi. La scritta dell'arco presbiterale lascia intendere che la decorazione absidale risale agli interventi di restauro, eseguiti dalla Confraternita dei Santi Terenzio e Fidenzo nel 1793.